# Критерій Кона
Критерій Кона — ознака незвідності многочлена в кільці многочленів {\displaystyle \mathbb {Z} [x]}.
Ознаку можна сформулювати так:
Якщо просте число {\displaystyle p} в десятковій системі числення записується як {\displaystyle p=a_{m}10^{m}+a_{m-1}10^{m-1}+\dots +a_{1}10+a_{0}} (де {\displaystyle 0\leq a_{i}\leq 9}) тоді многочлен
{\displaystyle f(x)=a_{m}x^{m}+a_{m-1}x^{m-1}+\dots +a_{1}x+a_{0}}
є незвідним в {\displaystyle \mathbb {Z} [x]}.
Теорему можна узагальнити для довільної системи числення:
Нехай {\displaystyle b\geq 2} натуральне число {\displaystyle p(x)=a_{k}x^{k}+a_{k-1}x^{k-1}+\dots +a_{1}x+a_{0}} — многочлен з коефіцієнтами {\displaystyle 0\leq a_{i}\leq b-1}. Якщо {\displaystyle p(b)} — просте число тоді {\displaystyle p(x)} є незвідним в {\displaystyle \mathbb {Z} [x]}.
Версія твердження для десяткової системи вперше згадується в книзі , узагальнення для довільної системи числення довели Бріліант, Філасета і Одлижко .
Вимога, що коефіцієнти многочленів мають задовольняти нерівності {\displaystyle 0\leq a_{i}\leq b-1} є важливою. Наприклад для десяткової системи числення маємо:
{\displaystyle 10^{3}-9\cdot 10^{2}-9\cdot 10+1=11} є простим але:
{\displaystyle x^{3}-9x^{2}-9x+1=(x+1)(x^{2}-10x+1)\,}